# Hello Zepp
"Hello Zepp" (es español: Hola Zepp) es la melodía de fondo que aparece en los finales de todas las películas de la saga Saw, dándoles el toque tétrico para que el espectador experimente la sensación del final y descubrimiento de la verdad de la película. El nombre del tema hace referencia al personaje de la primera película, Zep Hindle
La canción está compuesta por Charlie Clouser, un compositor de temas para películas como Resident Evil, Dead Silence y Saw respectivamente.

## Mixes

### Películas
En la serie de películas, existen alrededor de 32 versiones o remixes de "Hello Zepp".
- Saw (corto): "Zepp Overture"
- Saw: "X Marks the Spot", "Hello Zepp", "Zepp Overture"
- Saw II: "I've Played Before"/"Played", "Cut Necks", "Conscious", "Hello, Eric"
- Saw III: "Amanda", "Surprised", "Shithole", "Your Test", "Final Test"
- Saw IV: "Just Begun", "Just Begun (Alt.)", "Just Begun (Alt. 1)", "Just Begun (Alt. 2)", "Help Them", "Help Them (Alt.)", "New Game (Alt.), "Step Back (Alt.)","Lesson", "Let Go"
- Saw V: "Saw V Title", "Zepp Five"
- Saw VI: "Jill Drives (Mix 1)", Jill Drives (Mix 2)", "Severed Hand (Mix 1)", "Severed Hand (Mix 2)", "Zepp Six", "Zepp Six (Alt.)"
- Saw 3D: "Cauterize", "Only You", "Support Group", "Junkyard", "Autographs", "Dr. Gordon's montage", "The Final Zepp"
- Jigsaw (película): "Zepp Eight"
- Saw X: "Zepp Ten"

### Soundtracks
Cinco versiones o remixes de "Hello Zepp" han sido lanzados en varias bandas sonoras de Saw.
- Saw: "Hello Zepp", "Zepp Overture"
- Saw II: "Don't Forget the Rules"
- Saw III: "The Shithole Theme" (arreglada y renombrada), "Final Test" (Renombrada en la banda sonora como The Final Test)
- Saw 3D: "Dr. Gordon Montage" , The Final Zepp"

- Datos: Q3099425